# Classe Boraida
La classe Boraida è una classe di rifornitori della Regia marina saudita, composta da due unità entrate in servizio tra il 1984 e il 1985.
Si tratta di moderne unità di costruzione francese, ispirate ai rifornitori di squadra della classe Durance ma con alcune modifiche al progetto. Oltre che per il loro ruolo di unità da rifornimento per la componente d'altura della Marina saudita, le Boraida sono impiegate anche come navi d'addestramento.

## Il progetto
La Marina saudita avviò un programma di modernizzazione alla fine degli anni 1970, volto a dotarsi di unità navali di moderna costruzione e medio tonnellaggio per espandere la linea del naviglio in servizio, prima composto principalmente solo da piccole imbarcazioni da pattugliamento e attacco. Il programma, affidato alla realizzazione principalmente di costruttori navali degli statunitensi, era ancora in corso quando, nel 1980, lo scoppio della guerra Iran-Iraq rese pressante non solo l'ampliamento della linea del naviglio ma anche la costruzione di una componente d'altura capace di operare lontano dalle coste saudite; ciò rese necessario curare anche la componente di navi ausiliarie della flotta, prima praticamente inesistente. Per differenziare i fornitori il governo di Riad si rivolse questa volta alla Francia, con cui fu concordato un ambizioso programma (denominato "Sawari I") dal costo di 2,5 miliardi di dollari per la fornitura di una flotta d'altura "chiavi in mano", comprendente quattro fregate di taglia media (la futura classe Medina) e due moderni rifornitori di squadra.
I due rifornitori del programma Sawari furono costruiti nel cantiere navale La Ciotat a Marsiglia, in Francia. La nave capoclasse, Boraida, fu impostata il 13 aprile 1982 ed entrò in servizio il 29 febbraio 1984. La gemella Yunbou fu impostata il 9 ottobre 1983 ed entrò in servizio il 29 agosto 1985. Entrambe le navi hanno base a Gedda, sulla costa saudita del Mar Rosso. Nel 1996-1998 le due navi furono sottoposte a un importante rifacimento da parte della DCNS nei cantieri di Tolone.

## Caratteristiche
Le due navi sono ispirate ai rifornitori di squadra della classe Durance della Marine nationale francese, ma con un progetto modificato. Le unità hanno un dislocamento standard di 10700 tonnellate, che sale a 11400 tonnellate a pieno carico. Sono lunghe fuori tutto 135 metri, con una larghezza di 18,7 metri e un pescaggio di 7 metri. Le navi sono spinte da due motori diesel SEMT Pielstick 14 PC2.5 V 400 che azionano due alberi con eliche a passo variabile LIPS, con potenza nominale di 18 200 hp (13 600 kW). Le navi hanno una velocità massima di 20,5 nodi (38 km/h), con un'autonomia di 7000 miglia nautiche (13000 km) a 15 nodi (28 km/h). L'equipaggio ammonta a 140 uomini tra ufficiali e marinai, ma le sistemazioni di bordo consentono l'imbarco anche di 55 cadetti dell'accademia navale in addestramento.
Ogni nave ha due stazioni di trasferimento per carichi solidi e liquidi su ogni lato, e possono rifornire una nave su ciascun lato e una terza a poppa. Le Boraida possono trasportare 4420 tonnellate di gasolio, 36 tonnellate di carburante per aviazione, 140 tonnellate di acqua dolce, 100 tonnellate di munizioni e 100 tonnellate di rifornimenti vari. Le navi sono armate per autodifesa con due torrette equipaggiate con una coppia di Bofors 40 mm; per il controllo delle armi, le unità sono equipaggiate con due direzioni di tiro optroniche CSEE Naja e due mirini ottici CSEE Lynx, oltre a disporre di due radar di navigazione Decca. Le unità hanno un ponte per elicotteri a poppa e possono trasportare due elicotteri Airbus Helicopters AS365 Dauphin o un Eurocopter AS332 Super Puma, eventualmente armati con armi antisommergibile e antinave.

## Unità
| Nome          | Impostazione   | Varo            | Entrata in servizio | Stato              |
| ------------- | -------------- | --------------- | ------------------- | ------------------ |
| Boraida (902) | 13 aprile 1982 | 22 gennaio 1983 | 29 febbraio 1984    | in servizio attivo |
| Yunbou (904)  | 9 ottobre 1983 | 20 ottobre 1984 | 29 agosto 1985      | in servizio attivo |